# Хёфлайн (Брук)
Хёфлайн (Брук) (нем. Höflein (Bezirk Bruck)) — коммуна (нем. Gemeinde) в Австрии, в федеральной земле Нижняя Австрия.
Входит в состав округа Брук-на-Лайте. Население составляет 1135 человек (на 31 декабря 2005 года). Занимает площадь 22,36 км². Официальный код — 3 07 12.

## Политическая ситуация
Бургомистр коммуны — Отто Ауэр (АНП) по результатам выборов 2005 года.
Совет представителей коммуны (нем. Gemeinderat) состоит из 19 мест.
- АНП занимает 11 мест.
- СДПА занимает 8 мест.